# Crystal Gayle
Crystal Gayle, pseudonimo di Brenda Gail Webb (Paintsville, 9 gennaio 1951), è una cantante statunitense.

## Biografia
Nata in Kentucky, è cresciuta in Indiana. Sua sorella maggiore è la cantante Loretta Lynn. Crystal Gayle, come la sorella, è una esponente del genere country.
Il suo brano più conosciuto è Don't It Make My Brown Eyes Blue (1977). Tuttavia il suo primo album è datato febbraio 1975 ed è rappresentato dall'eponimo Crystal Gayle. Nel 1982 ha collaborato alla colonna sonora del film Un sogno lungo un giorno di Francis Ford Coppola, realizzata da Tom Waits.
È inserita nella Hollywood Walk of Fame. Tra gli altri premi ha vinto un Grammy Award, quattro Academy of Country Music Awards e quattro American Music Award.

## Discografia
Album studio
- 1975 - Crystal Gayle
- 1975 - Somebody Loves You
- 1976 - Crystal
- 1977 - We Must Believe in Magic
- 1978 - When I Dream
- 1979 - We Should Be Together
- 1979 - Miss the Mississippi
- 1980 - These Days
- 1981 - Hollywood, Tennessee
- 1982 - True Love
- 1983 - Cage the Songbird
- 1985 - Nodoby Wants to Be Alone
- 1986 - Straight to the Heart
- 1988 - Nobody's Angel
- 1990 - Ain't Gonna Worry
- 1992 - Three Good Reasons
- 1993 - Best Always
- 1995 - Someday
- 1996 - He Is Beautiful
- 1999 - Crystal Gayle Sings the Heart and Soul of Hoagy Carmichael
- 2000 - In My Arms
- 2003 - All My Tomorrows

Album collaborativi
- 1986 - What If We Fall in Love (con Gary Morris)

Album natalizi
- 1987 - A Crystal Christmas

Colonne sonore
- 1982 - One from the Heart (con Tom Waits)

Raccolte (parziale)
- 1978 - I've Cried the Blue Right Out of My Eyes
- 1979 - Classic Crystal
- 1980 - Favorites
- 1983 - Crystal Gayle's Greatest Hits